# 가와우에촌
가와우에촌(일본어: 川上村)은 일본 기후현 에나군에 설치되었던 촌이다. 2005년 2월 13일에 주변 6정촌과 함께 나카쓰가와시에 편입되었다.

## 지리
기후현 동쪽 끝에 위치하고 나가노현에 접하는 촌이다. 촌 북부는 아사 산지의 남단에 해당한다.

## 역사
- 가마쿠라 시대 초기부터 전국 시대 말기까지, 지토 묘목 토오야마 씨의 영지.
- 에도 시대에는 오와리 번령이였다.
- 1905년 7월 1일 - 가와우에촌이 사키시타촌으로부터 분립해 성립하였다.
- 2005년 2월 13일 - 주변 6정촌과 함께 나카쓰가와시에 편입되었다.

## 교통

### 도로
- 기후현도 제3호선

## 참고 문헌
- 角川日本地名大辞典編纂委員会,『角川日本地名大辞典 21 岐阜県』1980, 角川書店